# 아이갓에브리씽
아이갓에브리씽(I Got Everything)은 한국장애인개발원이 중증장애인 일자리 창출을 위해 정부세종청사, 광역시·도 청사 등 전국 공공기관과 민간기업 건물 내 개설한 카페다. 전국 54개 매장에 약 250여 명의 장애인이 채용돼 일하고 있다.